# La strada buia (film 1950)
La strada buia (Fugitive Lady) è un film del 1950 diretto da Marino Girolami (al debutto come regista) e Sidney Salkow.

## Trama
Il ricco industriale Raul Clementi dopo esser uscito da una taverna in stato di ubriachezza si allontana a bordo della sua auto nelle vicinanze di Roma, ma giunto nei pressi del lago di Nemi, non accortosi della strada interrotta, precipita in un burrone e muore. Dal momento che egli aveva stipulato un'assicurazione sulla vita di 100 000 sterline, la moglie Barbara si appresta a riscuotere il premio della polizza. Jack Di Marco, investigatore assicurativo, anche grazie alla sorellastra della vittima, Esther, che appare distaccata dalla cognata e dal suo finto dolore, indaga sulla storia dei protagonisti. Esther nutriva segretamente dei sentimenti per il fratellastro, ma Raul si era innamorato di Barbara, cantante nei locali notturni, e l'aveva sposata.
Col passare del tempo però l'affetto di Barbara verso il marito si era ridotto ad una forzata sopportazione; nella vita di lei era rientrato il suo vecchio amante, Jim West. Scoperta da Raul, cercò di ottenere il divorzio da lui, ma l'uomo le negò la soddisfazione. Impossibilitata a separarsi da lui legalmente, decise di sbarazzarsi di lui. In una notte tempestosa, indusse un ubriaco Raul a salire in auto; due cartelli stradali scambiati furono la causa dell'incidente. Jim, anch'egli all'oscuro della premeditazione del fatto, grazie a una confessione del guardiano della villa, intuisce che a pianificare l'incidente è stata Barbara. Quando questi, disgustato dal conoscere la perfidia della donna, la abbandona, ella gli spara mortalmente alle spalle. Alla vista di Jack, che di nascosto ha assistito all'omicidio, Barbara fugge dalla villa in automobile, ma perde la vita nello stesso incidente, da lei stessa organizzato, capitato al marito.

## Produzione
È uno degli ultimi film prodotti dalla gloriosa "Scalera Film" costretta poi a chiudere per difficoltà finanziarie.
Nei titoli italiani si fa riferimento al romanzo "Dark road" di Philip Jordan mentre il romanzo è stato scritto da Doris Miles Disney.
Nel film vengono inserite due canzoni: "My guy" cantata dalla protagonista Janis Paige e "Strade romane" cantata da Claudio Villa, entrambe scritte da Alberto Barberis e Luciano Martelli.

## Distribuzione
Il film venne distribuito nel circuito cinematografico italiano l'8 maggio del 1950.
Negli Stati Uniti arrivò nelle sale il 15 luglio del 1951, ma nella versione anglofona la regia fu accreditata al solo Salkow.